# Tour della nazionale maschile di rugby a 15 dell'Argentina 1992
Dopo la sfortunata partecipazione alla Coppa del Mondo 1991, la Nazionale di rugby XV dell'Argentina si reca ogni anno almeno una volta in tour.
Nel 1992, si reca in Europa dove conquista una clamorosa vittoria in Francia.

## Risultati
Sistema di punteggio: meta = 5 punti, Trasformazione=2 punti. Punizione = 3 punti. drop = 3 punti. 
| Arbitro: | José López Lady |

|        |      |                                                                 |
| Serres | mt   | dela Arena 3, Jorge 3 Roby 2, Terán Cremaschi, García 3 Le Fort |
| Nuñez  | tr   | Crexell 9                                                       |
| Nuñez  | c.p. | Crexell 2                                                       |

| Arbitro: | Megson |

| |            | |
| Altuna Izaguirre, de la Calle Pozo Puertas, Torres | mt         | Camardon, Cuesta Silva 2 Jorge, Mendez, meta tecnica |
| Sanchez Gonzalez-Bermudo 4 | tr         | Meson 5 |
| Sanchez Gonzalez-Bermudo 2 | c.p.       | Meson |
| 15.F.Puertas, 14.J.A. Hermosilla Olmos, 13.G.Rivero Macia, 12.J. Azkargorta , 11.J. Torres Morote, Aretxabala, 10.M.Sanchez Gonzalez-Bermudo, 9.J.Diaz Paternain, 8.M.Auzmendi Ripoll, 7.J.Etxeberria Landazabal, 6.I.Laskurain , 5.I. Servan Garcia, 4.I.del Canto Banos, 3.A.Altuna Izaguirre, 2.F.de la Calle Pozo, 1.J. Alvarez Ruiz - sostituti: 16.P. M. Illanes | Formazioni | 15.Santiago Meson, 14.Martin Teran Nougues, 13.Diego Cuesta Silva, 12.Lisandro Arbizu cap., 11.Gustavo Jorge, 10.Federico Jose Mendez, 9.Gonzalo Camardón, 8.J.Santamarina, 7.F.Irarrazaval, 6.R.Pérez, 5.Normando Ferrari, 4.German Llanes, 3.F.M. Azpillaga, 2.E.Garbarino, 1.P. Noriega |

| Arbitro: | Mircea Paraschivescu |

|                   |      |                                           |
| Colceriu, Negreci | mt   | Mesón, de la Arena Roby, Barcía, Bullrich |
|                   | tr   | Mesón 4                                   |
| Petre             | c.p. |                                           |

| Arbitro: | Ken McCartney |

| |            | |
| Dumitras 2 | mt         | Camardon, le Fort 1 meta tecnica |
| Nichitean | tr         | Meson 3 |
| Nichitean 2 | c.p.       | |
| 15.Stefan Tofan, 14.Adrian Mitorcariu 13.Nicolae Racean, 12.Adrian Lungu, 11.Gheorghe Solomie, 10.Neculai Nichitean, 9.Calin Fugigi, 8.Ionut Seceleanu, 7.Tiberiu Brinza, 6.H. Dumitras, 5.Constantin Cojocariu, 4.Sandu Ciorascu, 3.Gabriel Vlad, 2.Gheorghe Ion, 1.Gheorghe Leonte - sostituti: , Mihai Foca, Adrian Girbu, Constantin Stan | Formazioni | 15.Santiago Meson, 14.Martin Teran Nougues, , 13.Diego Cuesta Silva, 12.Lisandro Arbizu cap., 11.Gustavo Jorge10.Federico Jose Mendez, 9.Gonzalo Camardón, 8.J.Santamarina, 7.G.Garcia Orsetti, 6.R.Pérez, 5.Pedro Sporleder, 4.German Llanes, 3.Federico Mendez Azpillaga, 2.Ricardo le Fort, 1.P. Noriega - sostituti: Rafael Bullrich |

| Arbitro: | Jean Casteret |

|                         |      |         |
| Goulomet, Beraza Hontas | mt   | Roby    |
|                         | tr   | Mesón   |
| Beraza 2                | c.p. | Mesón 2 |

| Arbitro: | Joseph Yeman |

|         |      |        |
| Arbó    | mt   | Pérez  |
| Tresene | tr   | Mesón  |
|         | c.p. | Mesón  |
| Atty    | drop | Arbizu |

| Arbitro: | Daniel Pascal |

|                    |      |                  |
| Faugeron, Lherrmet | mt   | Camardón, Arbizu |
| Nicol              | tr   | Mesón            |
|                    | c.p. | Mesón 2          |

| Arbitro: | Raymond Megson |

| |            | |
| Galthie, Gonzalez Sella | mt         | |
| Viars | tr         | |
| Viars | c.p.       | Meson |
| | drop       | Arbizu |
| 15.Sébastien Viars, 14.Philippe Bernat-Salles, 13.Philippe Sella, 12.Alain Penaud, 11.Peyo Hontas, 10.Laurent Mazas, 9.Fabien Galthié, 8.A.Benazzi, 7.JF Tordo (cap.), 6.P.Benetton, 5.Olivier Roumat, 4.Christophe Mougeot, 3.P.Gallart, 2.JM Gonzales, 1.L.Armary- sostituti: , Stephane Graou | Formazioni | 15.Santiago Meson, 14.Martin Teran Nougues, 13.Diego Cuesta Silva, 12.Sebastian Salvat, 11.Gustavo Jorge, 10.Lisandro Arbizu(cap.) , 9.Gonzalo Camardón, 8.J.Santamarina, 7.Garcia Orsetti, 6.Raúl Pérez, 5.German Llanes, 4.Pedro Sporleder, 3.P.Noriega, 2.R. Le Fort, 1.F.Mendez- Non entrati : , Federico Jose Mendez, Rodrigo Crexell, Eduardo Garbarino, Omar Hasan |